# Renato Cappellini
Renato Cappellini (Soncino, 9 ottobre 1943) è un allenatore di calcio ed ex calciatore italiano, di ruolo attaccante.

## Biografia
Oltre alla carriera calcistica, si dedicò anche alla scrittura di libri gialli. Sul finire degli anni '70 aprì, assieme alla moglie Gabriella, un negozio di articoli sportivi.

## Caratteristiche tecniche
Era un centravanti veloce e dotato tecnicamente.

## Carriera

### Giocatore

#### Club

Cappellini ai tempi della Roma

Cresciuto nelle giovanili dell'Inter, esordì in Serie A il 29 settembre 1963 nella vittoria (per 2-0) contro il Mantova. Dopo aver trascorso la stagione 1964-65 in prestito al Genoa rientrò in nerazzurro, vincendovi uno Scudetto. Nei quarti di finale della Coppa Campioni 1966-67 segnò un gol di testa al Real Madrid nella vittoria per 1 a 0 dell'andata a San Siro, e segno' il primo gol nel ritorno al Santiago Bernabeu di Madrid nella vittoria per 2-0 dell'Inter (per la prima volta nella sua storia vincitrice a Madrid), permettendo così ai neroazzurri di superare il turno.
Nella semifinale contro il CSKA Sofia, dopo il doppio pareggio all'andata e al ritorno, fu ancora decisivo nello spareggio giocato a Bologna con un gol.
In finale di Coppa dei Campioni 1966-1967 contro il Celtic di Glasgow si procurò il rigore per il momentaneo 1 a 0 realizzato poi da Mazzola.

Fu poi ceduto al Varese per un solo anno, trasferendosi successivamente alla Roma. Prima di ritirarsi ha inoltre giocato per Como e Fiorentina, vantando anche un'esperienza nel campionato svizzero con il Chiasso.

#### Nazionale
Nel marzo 1967 collezionò due presenze in Nazionale azzurra, segnando un gol al Portogallo.

## Dopo il ritiro
Nel 1979 rifiutò — a causa di impegni familiari — l'offerta del presidente Dino Viola di entrare a far parte del settore giovanile giallorosso; durante un'intervista al giornale La Roma (rilasciata nel gennaio 1995) si dichiarò pentito della decisione presa.
All'età di 53 anni, nel giugno 1997, fu nominato commissario tecnico della selezione padana per un incontro amichevole con i campioni mondiali del 1982.

## Statistiche

### Cronologia presenze e reti in nazionale
| Cronologia completa delle presenze e delle reti in nazionale ― Italia | Cronologia completa delle presenze e delle reti in nazionale ― Italia | Cronologia completa delle presenze e delle reti in nazionale ― Italia | Cronologia completa delle presenze e delle reti in nazionale ― Italia | Cronologia completa delle presenze e delle reti in nazionale ― Italia | Cronologia completa delle presenze e delle reti in nazionale ― Italia | Cronologia completa delle presenze e delle reti in nazionale ― Italia | Cronologia completa delle presenze e delle reti in nazionale ― Italia |
| Data                                                                  | Città                                                                 | In casa                                                               | Risultato                                                             | Ospiti                                                                | Competizione                                                          | Reti                                                                  | Note                                                                  |
| --------------------------------------------------------------------- | --------------------------------------------------------------------- | --------------------------------------------------------------------- | --------------------------------------------------------------------- | --------------------------------------------------------------------- | --------------------------------------------------------------------- | --------------------------------------------------------------------- | --------------------------------------------------------------------- |
| 22-3-1967                                                             | Nicosia                                                               | Cipro                                                                 | 0 – 2                                                                 | Italia                                                                | Qual. Euro 1968                                                       | -                                                                     |                                                                       |
| 27-3-1967                                                             | Roma                                                                  | Italia                                                                | 1 – 1                                                                 | Portogallo                                                            | Amichevole                                                            | 1                                                                     | 59’                                                                   |
| Totale                                                                |                                                                       | Presenze                                                              | 2                                                                     |                                                                       | Reti                                                                  | 1                                                                     |                                                                       |

## Palmarès

### Giocatore

#### Club

##### Competizioni nazionali
- Campionato italiano: 1

Inter: 1965-1966
- Trofeo Nazionale di Lega Armando Picchi: 1

Roma: 1971

##### Competizioni internazionali
- Coppa Anglo-Italiana: 1

Roma: 1972

#### Individuale
- Calciatore d'oro Under-23: 1

1967